# Four to Doomsday
Four to Doomsday (Cuatro para el Juicio Final) es el segundo serial de la 19.ª temporada de la serie británica de ciencia ficción Doctor Who, emitido originalmente en cuatro episodios, dos por semana, del 18 al 26 de enero de 1982. En España fue emitido del 1 al 22 de marzo de 1984 en TVE-2.

## Argumento
La TARDIS se materializa a bordo de una enorme y avanzada nave espacial alienígena, observado por un dispositivo flotante de vigilancia que es testigo de la llegada del Doctor, Tegan, Nyssa y Adric hasta una criatura observadora que está en control de la nave. La tripulación se separa, y el doctor y Tegan llegan hasta el puente de mando, donde el comandante de piel verdosa se presenta como el monarca, gobernador de Urbanka, y sus asociados también urbankianos son los Ministros de Cultura y Persuasión. El líder está intrigado por la civilización actual terrestre, y revela que su nave se dirige a la Tierra. Poco después, los ministros de Cultura y Persuasión cambian a forma humana, vestidos con ropa que Tegan diseñó para mostrarles la moda contemporánea de la Tierra.
La tripulación de la TARDIS se reúne como invitados en la nave, y pronto ven que hay cuatro culturas humanas distintas representadas en la nave por cuatro grupos de humanos, griegos antiguos liderados por el filósofo Bigon, chinos mandarines con su líder Lin Futu, la princesa Villagra y los representantes de los Maya, y Kurkutji y su tribu, de la antiquísima cultura aborigen australiana. Los urbankianos han hecho visitas periódicas a la Tierra, cada vez haciendo el viaje más rápido. Esta vez han abandonado su planeta natal después de una actividad solar errática, guardando a tres mil millones de miembros de su especie en cápsulas a bordo de la nave, y parece que el viaje que están haciendo será el último, y que ahora desean establecerse en la Tierra, donde llegarán en cuatro días.
El Doctor sospecha de Monarch y pronto descubre que Urbankan no planea una convivencia pacífica. En cambio, ha desarrollado una toxina para aniquilar a la humanidad, que se desatará antes de que los Urbankanos desembarquen. También aprende que los humanos a bordo no son descendientes de los abducidos originales, sino que son las personas originales tomadas de la Tierra y convertidas en androides, como los tres Urbankans caminando a bordo (el estado real de Monarch, ya sea parcialmente cibernético o completamente orgánico, no declarado explícitamente). Monarch describe la era previa a su conversión de las formas de vida de Urbankan en cyborgs como el "tiempo de la carne". A los cuatro líderes de los pueblos se les han dado circuitos adicionales para ayudarlos a razonar, pero esta instalación puede ser quitada, como Bigon aprende cuando se rebela contra Monarch, y su circuito neuronal se retira y se coloca en un contenedor durante cien años. Explicó al Doctor que Monarca desmanteló y destruyó Urbanka en una búsqueda de minerales para mejorar la nave, y ahora planea hacer lo mismo con la Tierra. Monarch cree que si puede mover la nave más rápido que la velocidad de la luz, puede pilotarla de regreso al principio de los tiempos y descubrirse a sí mismo como Dios.
Adric, sin embargo, se toma bastante con Monarch, y las tensiones entre él y el Doctor se vuelven muy tensas. Se necesita la verdad para romper la influencia del alienígena sobre el chico. El Doctor ahora se dispone a derrocar a Monarch y, con la ayuda de los androides humanos dirigidos por un Bigon restaurado, se lleva a cabo una revolución. La iluminación y la persuasión están castigadas, mientras que el propio Monarca (a quien el Doctor se da cuenta es aún orgánico ya que hay una cámara de flora productora de oxígeno en el barco) está expuesta a la toxina mortal y muerta. Los androides humanoides deciden pilotar el barco a un nuevo hogar en un nuevo mundo, mientras que la tripulación TARDIS se va. De vuelta en la sala de la consola, Nyssa de repente se derrumba en el suelo en un desmayo.

## Producción
| Episodio          | Fecha de emisión    | Duración | Espectadores en millones | Estado en el archivo  |
| ----------------- | ------------------- | -------- | ------------------------ | --------------------- |
| Episodio 1        | 18 de enero de 1982 | 23:36    | 8,4                      | Cinta original en PAL |
| Episodio 2        | 19 de enero de 1982 | 24:11    | 8,8                      | Cinta original en PAL |
| Episodio 3        | 25 de enero de 1982 | 24:09    | 8,8                      | Cinta original en PAL |
| Episodio 4        | 26 de enero de 1982 | 24:53    | 9,4                      | Cinta original en PAL |
| [ 1 ] [ 2 ] [ 3 ] |                     |          |                          |                       |

El título provisional de la historia era Days of Wrath (Los días de la ira). Aunque Castrovalva fue la primera historia emitida con Peter Davison como el Quinto Doctor, esta fue en realidad la primera que se rodó.
Se había decidido originalmente que después de Castrovalva, el Doctor sólo tendría dos acompañantes, Adric y Tegan. Como resultado, el personaje de Nyssa iba a salir de la serie al final de este serial. Sin embargo, Peter Davison se opuso enérgicamente porque pensaba que Nyssa era la acompañante "que más encajaba con su visión del Doctor". Dicho esto, el productor John Nathan-Turner y el resto del equipo se echaron atrás, y conservaron a Nyssa. La historia del siguiente serial, Kinda, ya se había desarrollado con dos acompañantes, y Nyssa no aparecía en el guion que se había escrito. En lugar de reescribirla por completo para incluirla, la dejaron ausente durante gran parte de ese serial, diciendo que estaba descansando en la TARDIS. Esto se preparó con el desmayo de Nyssa al final de esta historia.

## Publicaciones comerciales
Four to Doomsday se publicó en VHS en septiembre de 2001. El DVD se publicó el 15 de septiembre de 2008.